# مانسیتا ترائوره
مانسیتا ترائوره (انگلیسی: Manssita Traoré؛ زادهٔ ۹ سپتامبر ۲۰۰۳) بازیکن فوتبال اهل فرانسه است که در پست مهاجم برای پاری سن ژرمن بازی می‌کند.
او سابقهٔ بازی در تیم ملی زیر ۱۶ سال فرانسه، زیر ۱۷ سال فرانسه، زیر ۱۹ سال فرانسه، زیر ۲۰ سال فرانسه و زیر ۲۳ سال فرانسه را در کارنامه دارد.